# Sorghum trichocladum
Sorghum trichocladum là một loài thực vật có hoa trong họ Hòa thảo. Loài này được (Hack.) Kuntze miêu tả khoa học đầu tiên năm 1891.